# バルグト

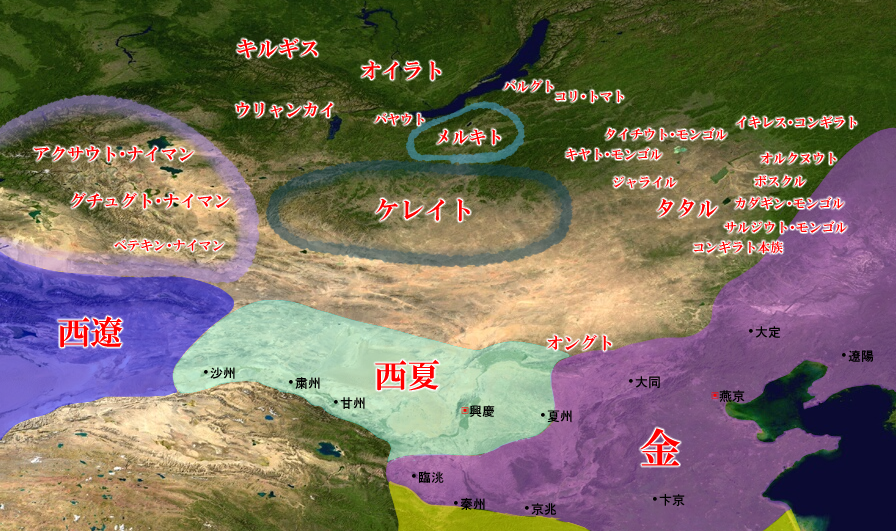
12世紀のモンゴル高原の諸部族

バルグト(モンゴル語: Barγud)とは、現在のロシア連邦ブリヤート共和国一帯に居住していたモンゴル系民族。『元朝秘史』での漢字表記は巴児忽惕、『集史』におけるペルシア語表記はبرقوت（Barqūt）。
バルグン部（Barγun,バルグトの単数形）とその他の諸部族からなる部族連合であったと見られ、バルグト諸部が住まう一帯はバルグジン・トクム（Barγuǰin töküm）と呼称されていた。また、バルグト（部族連合）は唐代における「三姓クリカン（Üč Qurïqan）」の後身であり、後の「ブリヤート部」はバルグト部の末裔であると考えられている。

## 概要

### 前史
7世紀頃、唐王朝はバイカル湖畔に住まう部族のことを骨利干と記録していた。この骨利干は『キュル・テギン碑文』においてウチュ（三姓）・クリカン( Üč Qurïqan)とも呼称されており、バイカル湖周辺に居住することで知られていた。
居住地域の一致や、ブリヤート部の始祖伝承において「ブリヤート部は古くは3つの部族に分かれていた」とされることなどから、この三姓クリカンがバルグト部の前身であると考えられている。

### モンゴル帝国時代
チンギス・カンがモンゴル高原の諸部族を統一し、1206年にモンゴル帝国を建国した頃、バイカル湖周辺にはバルグトと呼称される諸部族が居住していた。
『元朝秘史』によると、チンギス・カンは兎の歳（1207年）に長男ジュチを派遣し、未だモンゴル帝国に帰順していない北方の諸部族、オイラト、ブリヤート、バルグン、ウルスト、カブカナス、カンガス、トバスなどを征服させたという。

### 北元時代
1388年、アリク・ブケの末裔イェスデルがウスハル・ハーン（トグス・テムル）を殺害するという事件が起こった。この時アリク・ブケ家を奉じてモンゴル高原西方の諸部族（旧オイラト部、旧ケレイト部、旧ナイマン部、旧バルグト部）が結集して形成されたのがドルベン・オイラト（四オイラト部族連合）で、バルグト部はその一角を担った。
ガワンシャラブ著『四オイラト史』はオイラト部族連合に属するバルグ（Barγu）、ブリヤート（Buriyad）を同じグループに分類しているが、これらの部族は13世紀のバルグト部の末裔であると考えられている。

## バルグジン・トクム

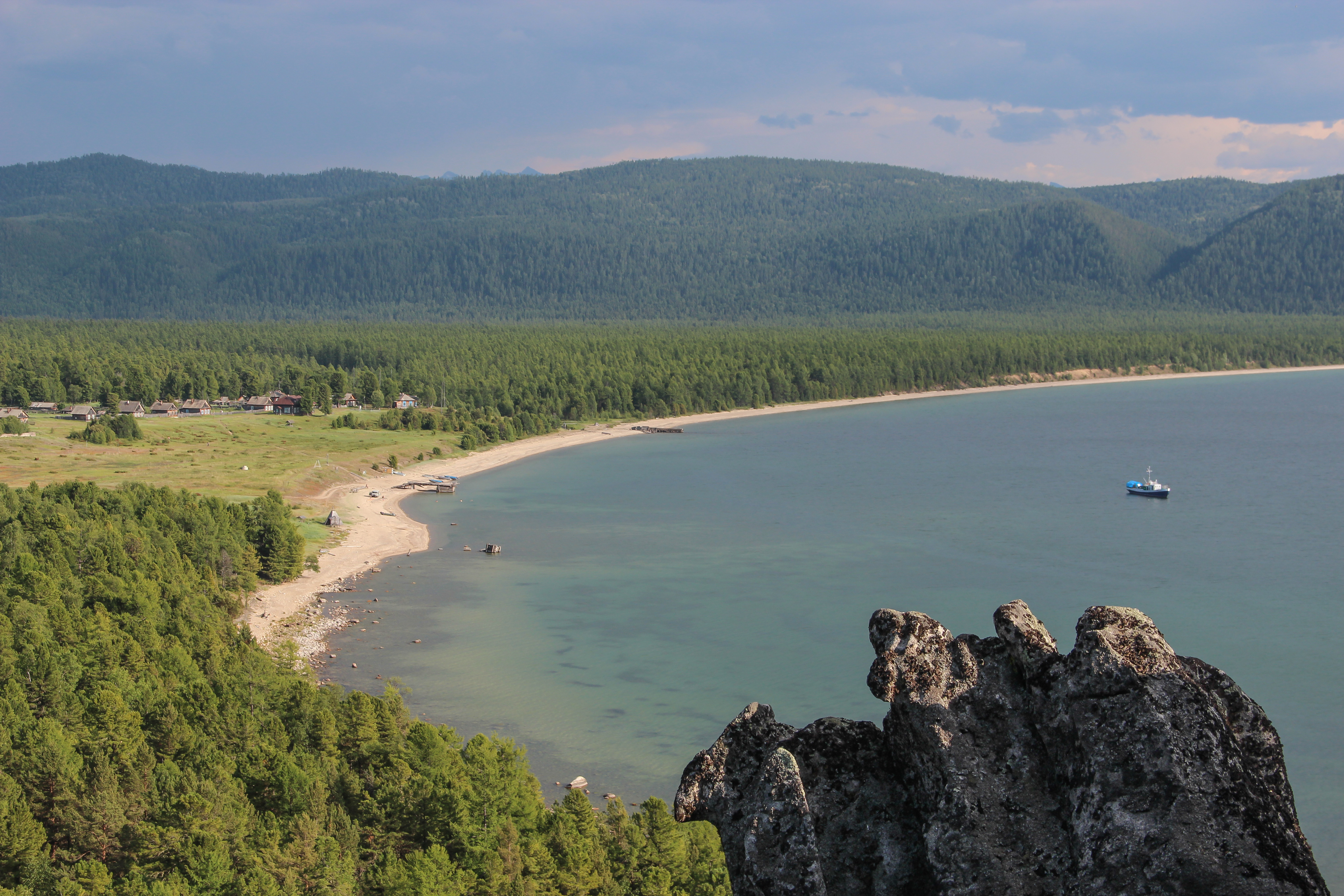
バルグジン川の流れ込むバイカル湖

『元朝秘史』での漢字表記は巴児忽真脱窟木、『集史』でのペルシア語表記はبرقوجین توکوم（Barqūjīn tūkūm）。また、『元史』では「巴児忽真隘（或いは巴児忽真之隘）」とも表記されている。
バルグジン・トクムについて、『集史』「バルグト諸部史」は以下のように述べている。
「バルグジン・トクム」の指す範囲については、研究者の中でも諸説ある。一つには現代においてもブリヤート共和国を流れ、東からバイカル湖に流れ込むバルグジン川という河川が存在し、「バルグジン・トクム」とはこのバルグジン川流域一帯を指す、という説がある。
一方、「バルグジン・トクム」がバルグジン川流域一帯のみならず、広くバイカル湖周辺地域を指す呼称である、という説もある。『集史』「トゥマト部族志」にトゥマト部がキルギス部・バルグト部とそれぞれ隣接していると記されていること、キルギス部の居住地はイェニセイ川上流一帯であることを踏まえると、「バルグジン・トクム」の領域はバルグジン川流域一帯のみならず、バイカル湖周辺一帯と考えるのが合理的であるためである。
また、マルコ・ポーロの東方見聞録にも「バルグジン・トクム」に関する記述が存在する。
ここで言う「バルグ平原」こそがバルグジン・トクムに相当するものと考えられている。また、漢文史料に記録される「八里灰田地」も「バルグジン・トクム」の意訳であると見られている。
なお、『集史』では「バルグジン・トクム」という地名から「バルグト」という部族名が起こったかのように記しているが、実際にはBarγudに女性形容詞inが付され、BarγudinからBarγuǰinへと転訛したと考えられている。

## バルグト諸部

### バルグン（Barγun）
「バルグト（Barγud）」の単数形であり、このバルグン部こそがバルグト諸部の中核集団であったと考えられている。『元朝秘史』での漢字表記は巴児渾。

### コリ（Quri）
『元朝秘史』での漢字表記は火里、『集史』でのペルシア語表記はقوری（Qūrī）。史料上では主にトゥマトと並列で現れるため、近しい存在であったと見られる。
コリの語源について、ペリオはクリカン（Qurïqan）の語尾-qanが脱落したものと見るが、この説に対する異論もある。

### トゥラス（Tööles）
『元朝秘史』での漢字表記は脱額列思、『集史』でのペルシア語表記はتولاس（Tūlās）。
ペリオは突厥碑文に記されるTölös或いはTölesの末裔であると論じているが、韓儒林はこれらはTölis或いはTölsと読むべきであって、むしろ突利失（Tölis=Töls）と結びつけるべきであると指摘している。

### ブリヤート（Buriyad）
『元朝秘史』には不里牙惕として登場するが、何故か『集史』などの史料にはこの部族名が見られない。そこで、ドーソンらは『集史』にBurūt〜Barγātと見える部族名がブリヤートに相当するのではないかと指摘している。
17世紀以降にオイラト部族連合の一角として勢力を拡大し、バルグト諸部の故地はブリヤート部の居住地として知られるようになった。現代においてもロシア連邦の元でブリヤート共和国を形成している。

### トゥマト（Tumat）
『元朝秘史』での漢字表記は禿馬惕、『集史』でのペルシア語表記はتومات（Tūmāt）。『集史』ではバルグト諸部と別に部族史が編纂されているが、史料上では主にコリと並列で現れるため、近しい存在であったと見られる。『集史』「バルグト諸部族史」にも「トゥマト部族も彼等（バルグト諸部）から分岐した」との記述がある。
後のトゥメト部と関係があるとする説もあるが、両者の関係を示す史料が存在しないため、確証はない。

## 参考資料
- 岡田英弘『モンゴル帝国から大清帝国へ』藤原書店、2010年
- 愛宕松男『東方見聞録 1』平凡社、1970年
- 志茂碩敏『モンゴル帝国史研究 正篇』東京大学出版会、2013年
- 村上正二訳注『モンゴル秘史 3巻』平凡社、1976年